# نصب عبد الله توقاي
نصب عبد الله توقاي (بالروسية: Памятник Габдулле Тукаю) هو نصب تذكاري للشاعر التّتاري عبد الله توقاي، يقع في أستراخان.

## تاريخ
تم افتتاح النصب التذكاري في 27 مايو 2013. وحضر حفل الافتتاح حاكم منطقة أستراخان ووفد جمهورية تتارستان.